# San Miguel Tenochtitlán
San Miguel Tenochtitlán är en ort i Mexiko, tillhörande kommunen Jocotitlán i den nordvästra delen av delstaten Mexiko. Orten hade 5 805 invånare vid folkräkningen 2010 och var kommunens tredje största samhälle.